# 日本ボクシングコミッションにおける健保金問題

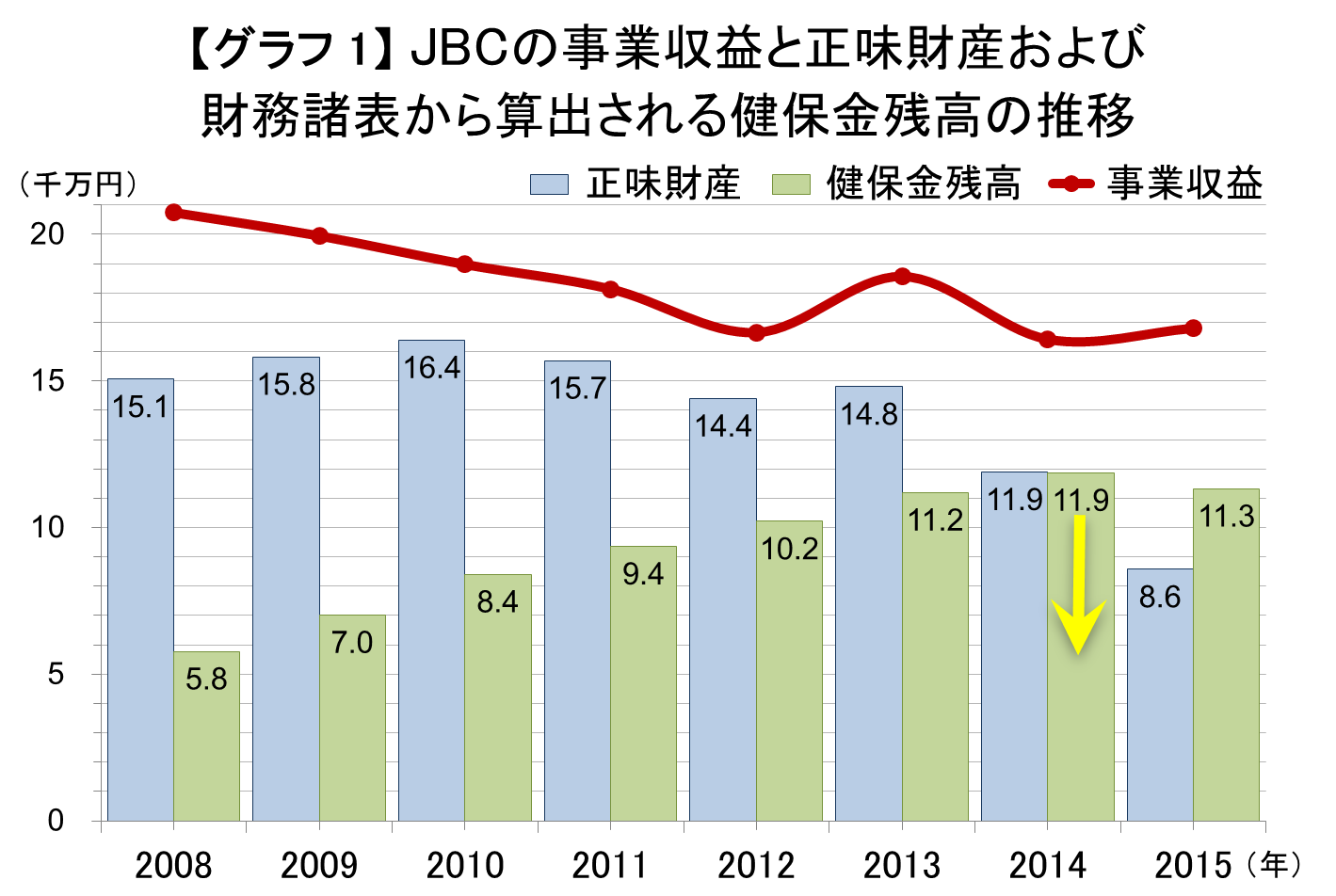
健保金残高は2014年に約1億1900万円であるべきところ、日本ボクシングコミッション (JBC) は日本プロボクシング協会側に対し、約5700万円（グラフ中の黄色い矢印の先）と説明している。2014年以降は正味財産の激減に加え、2年連続で多額の仮払金が発生しており、仮払金の一部は法務局への供託金だというJBCの説明を考慮しても、2015年度の実質的な正味財産は約6300万円しか残されていない。

日本ボクシングコミッションにおける健保金問題（にほんボクシングコミッションにおけるけんぽきんもんだい）とは、同組織（以下、JBC）がプロボクサーのファイトマネーから徴収し、積み立ててきた「健保金」の使途をめぐる問題である。この健保金は1957年7月以降、選手が試合で負傷した際に治療費に当てるための特別な財源として、JBCが預かってきたものである。日本のプロボクシングを独占的に統括するJBCはこの間、1978年3月7日に公益性を認められて財団法人となったが、公益法人制度改革に伴い、理事会決議をもって一般財団法人化の方針をとり、2013年7月1日付で「一般財団法人　日本ボクシングコミッション」と組織名を変えて移行法人となった。健保金残高は2013年6月末までは約1億円が維持されていたが、半年後の同年末には激減していたことが発覚し、選手の所属するボクシングジムの会長らが組織する日本プロボクシング協会（以下、協会）は、JBCが2014年1月の時点で残高とする約5900万円を専用口座に入金させた。本来の使途が守られていれば、2014年度の健保金残高は約1億1900万円であるべきところ、JBCは協会側に対し、約5700万円と説明している。JBC理事長は2015年に健保金の使途について「治療費以外の支出はしない」と約束したにもかかわらず、同年8月にはJBCが健保金を訴訟費用の支払いに当てていたことを窺わせる発言をしており、JBC統括本部長は協会側の追及に対し、2016年6月の残高を約2200万円と回答している。
JBCは、文部科学省の指導により2008年度から健保金を収入として扱うようになり、2013年7月1日付で移行法人になると同時に健康管理事業の制度変更を行った。この制度変更の頃から、JBCは健保金の使途が無制限に拡大したとの独自の見解を示すようになり、同制度変更自体については協会も了承したはずだと反論している。しかし、実際には協会理事は決定後に報告を受けたのみで、討議や協議の機会は与えられなかった。JBCは同年6月頃、同制度変更が協会の理事会で承認された旨、協会事務局長から口頭で報告を受けると、7月1日付で財務省関東財務局理財第3課に同制度変更についての書面を提出した。JBCの評議員を務めていた日本プロボクシング協会役員・会長・前会長およびその下部組織である中日本・西日本・西部日本の各地区協会会長は同日付で、協会会長がJBC理事となり、協会前会長が留任したほかは、評議員を外れ、JBCの財産の処分等についての議決権を失った。同年8月には、一般財団法人化と同制度変更について協会執行部から報告を受けた協会員がJBCに直接抗議。9月には協会員である20のジムが連名でJBCおよび協会に要望書を提出し、同制度変更を「不当な決議」として無効にするよう求めている。これ以降、健保金の使途については、「法的に自由に使うことのできない健康管理金［健保金］は存在しない。治療費だけではなく、当財団の他の事業経費にも使うことは何らの問題もない。」と主張するJBCと、「健保金は、選手が試合で怪我をした時の為の積立金であり、それ以外に使ってはならない」と譲らない協会側の対立が続いている。
この問題については、協会副会長などを歴任してきた名古屋・緑ボクシングジム会長の松尾敏郎が先陣を切って追及してきた。JBCは協会側が再三説明を求めても明確な回答を避けるばかりか、日本ボクシングコミッション事件で確定した判決通りの人事交代を求める協会側に対し、「協会が健保金問題をこれ以上追及しないこと」を交換条件としていたが、2016年8月23日には協会側の要求を拒絶し、説明責任も果たさないまま、「JBCとしては解決済み」との意思を表明した。
標題の「健保金」は、制度上は2013年6月まで「健康管理基金」、同年7月以降は「健康管理見舞金」と呼ばれている。しかし両者には制度変更に伴い、補償内容や、徴収比率等に差異が生じているため、ここでは1957年以来積み立てられてきた金員の通称である「健保金」の語を用いて説明する。

## 健保金問題の背景
以下、日本ボクシングコミッション（以下、JBC）のコミッショナーをY1、同理事長をY2、同統括本部長をY3、同試合管理事業部長・主任をY4、同総務部長をY5、同元本部事務局長をY6、同理事（元東京ドームホテル代表取締役会長）をY7、日本プロボクシング協会（以下、協会）の会長をY11、同事務局長をY12とする（肩書は2016年3月現在のもの）。

### 日本ボクシングコミッションのガバナンス

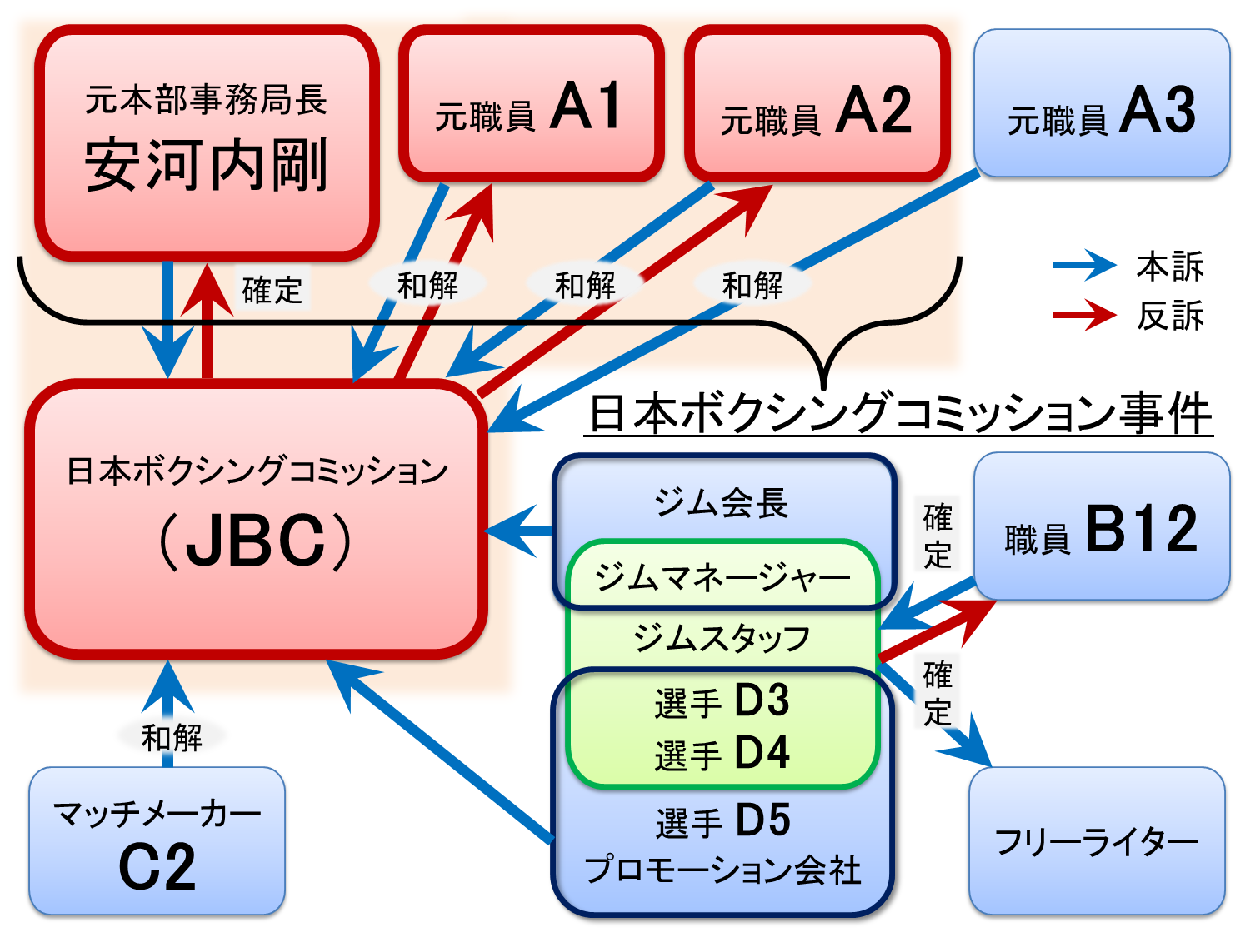
JBCが2012年以降に関わった訴訟の相関図（肩書は提訴した当時のもの）

JBCは2012年に職員4名を解雇し、その全員から地位確認などを求める裁判を起こされた。また2014年に亀田三兄弟を事実上の国外追放処分としたことでも関係者から複数の裁判を起こされている。協会はこれらの訴訟費用に健保金が使われたとみている。
被解雇職員4名のうち、元JBC本部事務局長・安河内剛が起こした裁判の第一審判決では、JBCのコーポレート・ガバナンスについて次のように説示した部分がある（引用文中の「本件調査報告書」とは、JBCの組織内弁護士である谷口好幸を事務局長とし、外部の弁護士である堤淳一、俵谷利幸ら有識者5名で構成された調査委員会が、主にY4ら5名の作成による通告書の内容について調査した結果をまとめたものを指している）。

#### 日本ボクシングコミッションのコンプライアンス

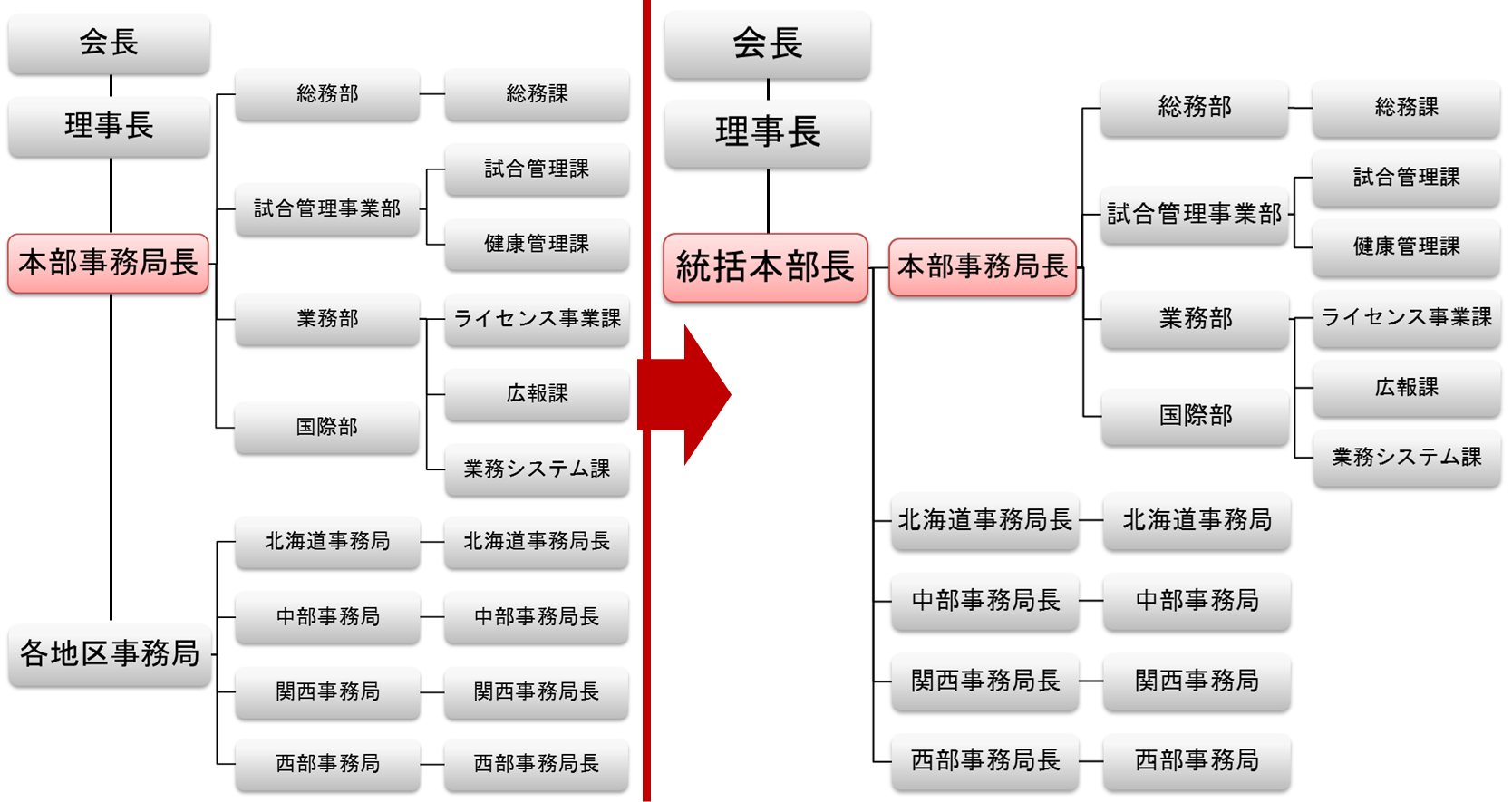
2015年10月6日の臨時理事会で決議された定款変更前後のJBCの組織図（右が変更後）

東京地裁・東京高裁はJBCに対し安河内を本部事務局長の職位に復帰させるよう命じたが、JBCは上告後の2015年10月6日に臨時理事会で本部事務局長の上位に「統括本部長」の職位を新設することを決議。安河内解雇劇で首謀者の一人とされたY3を同日付で本部事務局長との兼務で就任させるとともに、人事管理規定変更により本部事務局長職から人事権と予算執行権を奪った。また、これに先立って2011年6月28日以降は従前の本部事務局長の権限の一部はY2に移されており、本部事務局長の職位は形骸化している。
協会は「司法の決定を全面的に支持する」として、Y3の職務停止、安河内の統括本部長としての復職等を求めているが、JBCは「協会が健保金問題をこれ以上追及しないこと」をY3辞任の交換条件とし、説明責任を果たしていない。
2016年8月16日にJBCが公式ウェブサイトに掲載した7月30日付書面は、平成28年6月8日最高裁決定について、「ご高承のとおり、平成28年6月8日付最高裁判決［ママ］により、安河内剛氏に対する懲戒解雇処分が無効と確定しました。当財団としては、当財団の意見が最高裁判所に認められなかったことは洵に遺憾に存じます。」との考えを示している。

### 日本ボクシングコミッションの財務状況
| 年度 | 仮払金（円） |
| ---- | ------------ |
| 2007 | 70,000       |
| 2008 | 0            |
| 2009 | 0            |
| 2010 | 0            |
| 2011 | 0            |
| 2012 | 500          |
| 2013 | 500          |
| 2014 | 19,900,500   |
| 2015 | 36,769,715   |

#### 正味財産の減少
JBCは、協会に加盟するボクシングジムや、それらのジムに所属する選手からのライセンス発給料、試合の承認料で成り立っており、プロボクシングの試合は協会加盟ジム会長などの興行主がJBCに支払う試合役員費で運営されている。財務諸表によるとJBCの正味財産は2010年度（12月31日まで。以下同）の約1億6400万円から2015年には約8600万円まで減少している。正味財産には、選手が納付した健康管理収入から実際に使われた健保金を差し引いたものが含まれている。

##### 仮払金の計上と基本財産の振替
2014年以降は正味財産の激減に加え、それまで各年度ほぼゼロで推移していた仮払金が2014年度に約2000万円、2015年度に約3700万円発生している。この仮払金は訴訟に関わる損害賠償などの費用で、JBCの説明ではそのうち1400万円は法務局への供託金だというが、それを考慮しても2015年度の実質的な正味財産は約6300万円しか残されていない。
2015年度には、2006年度以前から維持されてきた基本財産3000万円のうち2500万円が取り崩され、指定正味財産から一般正味財産への振替額として経常外収益に計上されている。

## 健保金問題の概要

### 一般財団法人化と健康管理事業の縮小
JBCは1957年7月1日に「健康管理基金」と称する制度を導入した。これは選手からファイトマネーの3パーセントを徴収し、選手が試合で負傷した際、その選手が健康保険に加入していることを条件に、JBCが治療費の自己負担額を全額補填する制度である。安河内は2007年度から健保金と試合役員費を収支計算書に取り込むことを提案し、理事会および実行委員会（委員には各地区協会の会長を含む）の承認を得た。使われなかった健保金は収支計算書の負債の部に「健康基金」として計上されたが、2008年に当時監督官庁だった文部科学省の概況調査で、健保金が選手の引退時に返済しなければならない借金や預り金、引当金でないのであれば健康基金として負債に計上するのは不適切との指摘を受け、2008年度から収入として扱うようになった。
2008年度より収支計算書で健保金を収入としたことについて、JBCは2016年7月30日付書面で次のような解釈を示している。
しかし、健保金を収入として扱うことで「その他の事業経費と区別なく」なったというJBCの解釈は2008年当時は示されておらず、この解釈や、これを理由として「訴訟費用や和解金等」の「当財団における正当な事業経費」をも健保金から支出することについて「当然のことであり、何らの問題もありません」とするJBCの見解については、協会員のみならず、協会執行部にも共有されていない。
安河内はこの後も、健保金の資金を選手の治療費などに使う健康管理事業を維持する方法を検討していたが、それを果たさないうちに、JBCは安河内を本部事務局長から降格（2011年6月）、解雇（2012年6月）し、この事業を大幅に縮小させた。
JBCは1978年3月7日に財団法人となったが、公益法人制度改革に伴い、理事会決議をもって一般財団法人化の方針をとり、2013年7月1日付で「一般財団法人　日本ボクシングコミッション」と名称を変え、移行法人となった。

#### 健保金制度の変更
| 期間                                              | 名称               | 徴収比率                                                 | 補償内容                                                       |
| ------------------------------------------------- | ------------------ | -------------------------------------------------------- | -------------------------------------------------------------- |
| 1957年7月1日–2013年6月30日                        | 健康管理基金制度   | ファイトマネーの3パーセント                              | 選手が試合で負傷した際、健康保険に加入していた場合の治療費全額 |
| 2013年7月1日– （健保金残高相当額が0円になるまで） | 健康管理見舞金制度 | ファイトマネーの2パーセント （2015年1月1日より徴収停止） | 選手が試合で負傷した際、上限10万円未満                         |

移行法人化にともない、JBCは健保金制度が保険業法に抵触するおそれがあるとして制度を変更することを決め、2013年2月22日付で、財務省関東財務局理財第3課に「健康管理見舞金制度への変更」を提出した。この新制度は選手のファイトマネーからの徴収額を2パーセントに減らし、治療費の自己負担額の補填を上限10万円未満まで引き下げたもので、同年3月4日に同課の担当者から保険業に該当しないと連絡を受けた。JBCは協会に対し、同月18日には新制度の概要をまとめた書面「健康管理事業の改正について」を、5月25日には「試合役員費および健康管理事業の改正について」を提出。同年6月頃、JBCは協会事務局長のY12から健康管理事業の改正が理事会で承認された旨、口頭で報告を受け、これをもって7月1日付で同課に、健康管理基金制度を廃止し、健康管理見舞金制度を実施するとの書面を提出した。JBCの評議員を務めていた日本プロボクシング協会役員・会長・前会長およびその下部組織である中日本・西日本・西部日本の各地区協会会長は同日付で、協会会長のY11がJBC理事となり、協会前会長が留任したほかは、評議員を外れ、JBCの財産の処分等についての議決権を失った。JBCの収支計算書を精査した協会員をはじめとして、健保金が本来の使途以外に流用されているという疑いが協会内に持ち上がったのはこの頃からである。
JBCは2015年1月1日より選手からの健保金徴収を停止し、2016年7月30日付書面において、2か月前の5月31日現在の健保金残高相当額を約4875万円と示した上で、これが0円になるまではJBCが新制度の下で治療費の一部を補填するが、それ以降は新制度も廃止し、これに代わる制度を協会が引き継ぐことで協会とは合意していると説明している。

### 健保金の使途の拡大をめぐる攻防

#### 旧制度の廃止に対する要望書
2013年8月15日、トクホン真闘ボクシングジム会長の佐々木隆雄と同ジムマネージャーの舟木肇が連名でJBC理事長のY2に要望書を提出。「この7月1日からJBCは公益法人から一般法人になったとの事ですが、これまで一切の経過報告も討議も説明もなく、JBCからは6月14日に健保金制度［健康管理基金制度］廃止とあわせてFAX1枚で上記の重大な組織変更について告知が来たのみです。全くもって不誠実であり言語道断、憤りを感じざるをえません。」「JBCはリング事故が起きてからでは手遅れである事を認識すべきであります。」として、まず緊急を要する健康管理問題について以下の質問事項を列挙し明確な回答を求めた。
同月28日、当時のJBC本部事務局長Y6より佐々木へ回答書が送付された。佐々木の提示した質問事項への回答にあたる部分はおよそ以下の通りである。
1. 回答なし（当法人の財務情報はウェブサイト上に開示している。）
2. 回答なし
3. 旧制度は関係官庁から保険業法に抵触するとの指摘を受けた。
4. 新制度は保険業法に抵触しないとの回答を得たことからJBCのルールを改正した。
5. 「貴ジムに所属する選手の安全や健康管理については、貴ジムに第1次的な責任がある」。
6. 「コンプライアンスの観点から健康管理基金制度を健康管理見舞金制度に発展的に解消した」のであって単なる廃止ではない。新制度への移行は協会とも連絡を取り合いながら関係官庁と折衝を重ねた結果である。

Y6は佐々木に対し、特例民法法人から一般財団法人への移行、健康管理基金制度から健康管理見舞金制度への移行についてはいずれも、「日本プロボクシング協会に対し縷々ご説明し、ご了解を頂いておりますので、貴殿からかかるご指摘をいただくことは遺憾に存じます」と述べるなど、全体に協会執行部との連携を強調している。

#### 20のジムからの要望書
Y6から佐々木への回答書を受け、2013年9月17日には横浜さくらボクシングジム会長の平野敏夫を連絡先として20のジムが連名でJBCおよび協会に以下のような要望書を提出した。
この要望書を受けて同月21日に開催された協会の緊急理事会には、JBCからY6・Y3・Y5が出席し、協会側からは弁護士の片岡朋行も同席した。JBCは健保金について、あくまでJBCの収入であり、「職員の人件費や電話代、郵送する時の封筒代にも使用している」「試合の時に要請するドクターにも給与を支払わなくてはならない」と主張。協会は「健保金は、選手が試合で怪我をした時の為の積立金であり、それ以外に使ってはならない。試合の時に来るドクターへの給与は、プロモーターから役員費を支払っている。健保金から支払っているという事は、JBCの2重取りではないか？」と譲らず、治療費以外に使うのは「話が違う」「協会が管理するべきだ」との意見が噴出した。また「JBCで健保金制度を維持できないのだから協会に積立金の約1億円を返金するべきである。保険制度についてはこちらで方法を考え行う」とする協会に対し、JBCは「今、健保金の積立金である約1億円を返金すると役員費や［試合］承認料を値上げする事になる。こちらも職員にきちんとした給与を支払っていかなくてはならない。」と説明。これに対して協会が「ジムはどこも困窮しておりトレーナーの給与を支払えなく辞めてもらっている。JBCの財源の94%は我々からの支払いであり、JBCは組織としての企業努力をしていない。JBCは昨年2,000万円以上の赤字を出しており、このままだと数年で破綻する。我々が支払ってきた健保金の積立金も無くなってしまう。再建の計画案はあるのか？」と質すと、JBCは「今のところはない」と返答している。この理事会では、健保金からの支出について遡って再調査するための第三者委員会を設置する方向性が確認された。また、これまでの要望書と同様に、「協会員は健保金廃止について何ら事前に討議も説明も受けていなく不当である」として、「健保金の積立金の正しい残高を明確にし、その使途は、協会員の総意（採決）で決定する」ことも理事会の決定事項とされている。
同年10月末頃から、JBCは協会からの質問や資料提出要請を受け、会計資料等を提示した上で協議を重ねた。

### 健保金の激減
2008年度の健康基金取崩益は約5400万円で、これを基に各年度財務諸表の健康管理収入と健康管理費から算出すると2014年度の健保金残高は約1億1900万円となるが、JBCが協会に提示した資料ではその残高が2014年末に約5700万円となっている。2013年6月末までは約1億円が維持されていたが、半年後の同年末には6000万円弱まで激減していたことが確認されており、2014年にはJBCが1月現在の健保金残高とする5906万5905円を協会主導で三菱東京UFJ銀行神保町支店に設けた専用口座に移した。（同月6日には、2013年12月20日に後楽園ホールで試合をした後に急性硬膜下血腫で開頭手術を受けて危篤状態だった選手が死亡している。）この健保金残高について、JBCは次のように説明している。
Y2は2015年に「健康管理見舞金からは、治療費以外の支出はしない」と約束し、協会は同年、健保金運用のための必要経費として専用口座からの払い出し手数料228万円を支払っている。しかし協会には報告すらされなかった治療費以外の支出があり、残高は2015年10月7日には約3100万円まで減少。2016年6月20日には協会会長の渡辺均（ワタナベボクシングジム会長）と同副会長で事業局長の金平桂一郎（協栄ボクシングジム会長）がJBC統括本部長のY3を問い質し、専用口座の残高証明が2242万円になっていたことを確認した。金平が補填できるのかと問うと、Y3らは「ウーンと唸ったまま」だったという。この日、協会側は、Y3の「善処します」という言葉を信じることにして協議を終えたが、Y3は同年9月、『週刊朝日』記者の亀井洋志の取材に対して、この言葉は「記憶にありません」と回答している。
JBCは「現代ビジネス」記者の藤岡雅の取材に対しては健保金の残高を「2557万円」と答え、「『［残高が約］2200万円となった』と回答したことはない」「健康管理見舞金の基金は存在しておりません」と説明。Y3名義の書面で「近年、和解金など一時金が必要になった関係で支出が増加しましたが、あくまでも臨時の支出でありますので、恒常的に著しい財務の悪化は認められません」「健康管理見舞金は適切に管理しており、ずさんに管理しているなどの事実は一切ありません」と主張し、危機感の希薄さと状況把握の甘さを露呈している。Y3はさらに亀井の取材に対して「健保金を一般会計に入れた時点で、『基金』という概念はなくなり、健保金の『相当額』と呼んでいます。専用口座も存在しません。協会の一部の方［会長および副会長］が確認した口座の残高がたまたま2242万円になっていただけで、健保金の相当額は、会計上は4千万円以上あることを説明しました。」と健保金専用口座の存在自体までも否定している。
藤岡によれば、健保金については、Y2名義の2015年7月17日付協会宛て書面で「健康管理見舞金の基金が問題なく維持されている」とするなど、JBC自身が2015年まで協会に「基金」として説明し、協会も字義通りに理解しており、両者が使途の限られた基金とする共通認識のもとで交渉してきたことが認められるのであり、口座を存在しないものとする主張は、Y6名義の2014年1月20日付協会宛て書面における「今後、年度毎に健康管理見舞金の収支差額を同口座において管理させて頂きます」との約束に反するものである。藤岡は［Y2］についてボクシング界を理解しようとしない姿勢、［Y3］について事務処理能力の不足を指摘した上で、健保金に関する取材を通じて得た印象を次のように記している。
亀井は「［Y3］氏は取材に対し、健保金相当額は今年［2016年］8月31日時点で約4700万円あると語ったが、その根拠を示せなかったからこそ、金平氏らの納得が得られなかったのではないか」と指摘している。JBCとしては他の収入から健保金の欠損分を補填しながら、健保金残高相当額を選手の治療費に当てていくものとしているが、健保金を含めた2015年度の正味財産合計が実質的に約6300万円しか残されていないのは上述の通りである。

### 不正流用の示唆
日本プロボクシング協会の下部組織である東日本ボクシング協会の内部資料によれば、2015年8月10日の連絡協議会で理事長のY2は当時の協会会長Y11らに対し、JBCの財務状況は「取り急ぎ、向こう1年間の資金繰りについては問題ないと思う」と返答しているが、同時に「［安河内が提起した訴訟の］第一審判決による強制執行を停めるためにJBCが供託した合計約1400万円に対しては［略］、返金を受けた段階で、上記専用口座［健保金の専用口座］に必ず入金する」「ただ、今後も安河内との訴訟が続き、月額約50万円の支払い義務が発生し続ける」「その他状況に鑑み、上記［健保金］専用口座の欠損分を速やかに回復することは難しい」とJBCが健保金を訴訟費用の支払いに当てていたことを窺わせる発言をしている。藤岡は「JBCが本当にボクサーを守る姿勢を持っているのか、疑わざるを得ない問題」と危惧する。協会側はJBCの前年の収支実績と「今後5年間にわたるJBCの財務シミュレーション」を提示するよう求めたが、JBCは「単年度の収入に見合った支出を予算に反映させ」ると返答するのみであった。

### 日本プロボクシング協会側の対策
協会は、2015年4月に金子ボクシングジム会長の金子健太郎を委員長とするJBC健康管理見舞金等対策委員会を発足させた。西日本・中日本・西部日本の各地区協会でも健保金調査委員会が設置された。委員長を務める緑ボクシングジム会長の松尾敏郎はこれまで、トレーナーとして飯田覚士、戸高秀樹を世界王座に導き、中日本ボクシング協会会長、日本プロボクシング協会副会長を歴任している。松尾は健保金の使途が不透明で説明も不十分として2016年6月までに再三、JBCに情報開示を求めたが、これがゼロ回答に終わると緑ジムの竹原虎辰や小出大貴らを選手代表として「ボクサーの権利を守る会」を結成。同会はJBCを宛先とした署名運動を行い、選手670人を含む870人の署名を集めた。

### 日本ボクシングコミッションの認識
JBCは健保金について「法的に自由に使うことのできない健康管理金は存在しない。治療費だけではなく、当財団の他の事業経費にも使うことは何らの問題もない。」との見解を述べている。また、Y3は健保金の実態が財務諸表から算出される残高とかけ離れていることについて「錯誤など存在しておりませんし、当財団は虚偽の報告をしたことはございません」と説明し、度重なる裁判などが財務の悪化を招いているのではないかとの問いには「いずれも相手方から訴えられたものであり、これに対処しなければ大きな損害が発生した」との認識を示している。

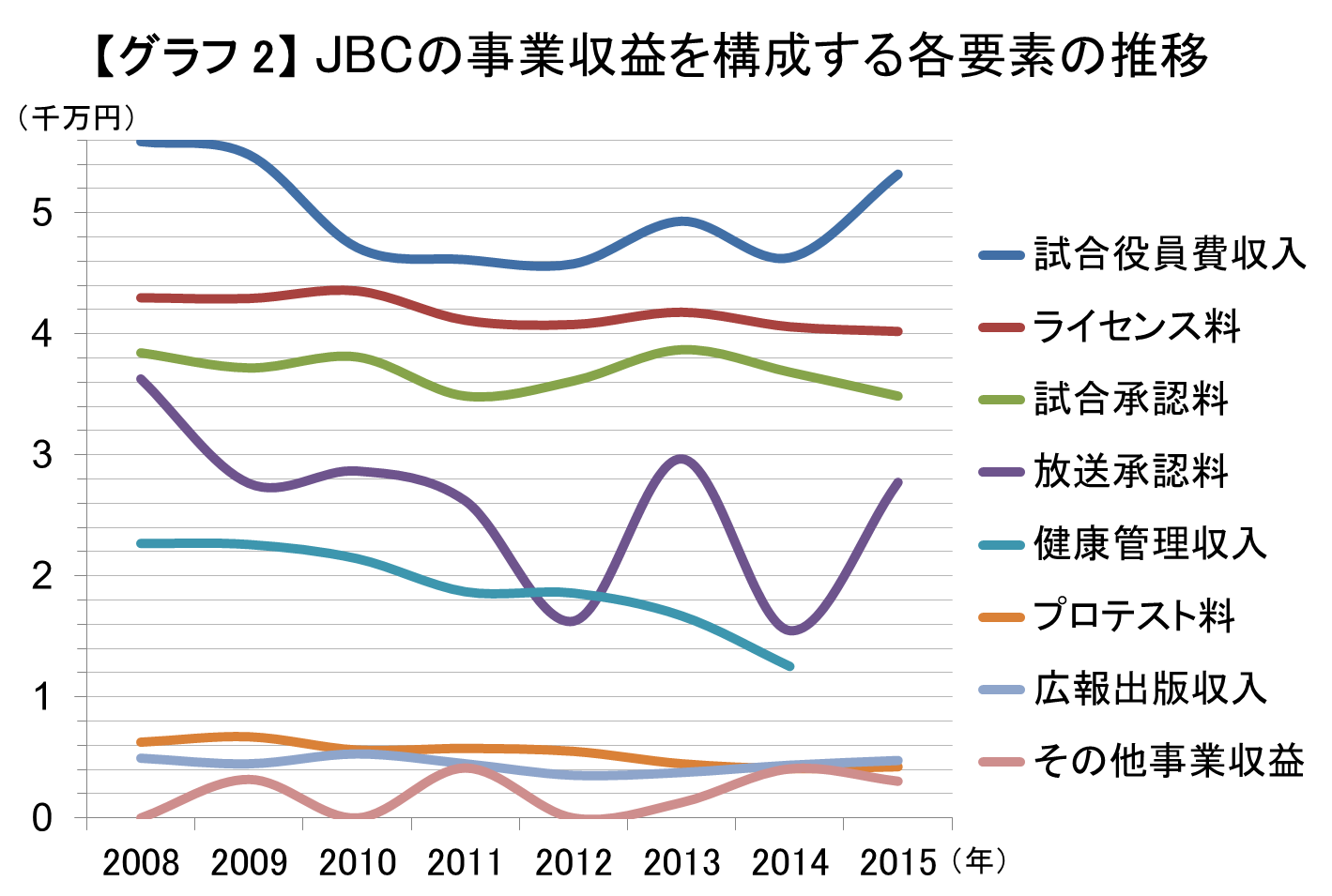
放送承認料は大きな波を描くが、試合承認料・ライセンス料にはそれほど減少がみられない。健康管理収入は選手のファイトマネーからの徴収比率を2013年7月1日より3分の2に引き下げ、2015年1月1日以降は徴収を停止した。

Y3は2015年12月頃、A4用紙11枚にも及ぶ藤岡への「回答書」の中で「当財団はご指摘のような諸問題を引き起こしてはいません」と主張し、財務状況の悪化については次のように否定している。
当財団の財務状況はボクシング試合のテレビ放送数の減少及び放送承認料額の低下にともなう放送承認料収入の減少、年間の試合数の減少に伴う試合承認料の減少、ボクサーの減少に伴うライセンス料収入の減少により厳しいものとなっており、現在、事務局経費削減に努めるなど対策を検討しているところです。しかしながら、毎年ライセンス料その他の収入は約1億6千万円となっており［事業収益合計については【グラフ1】の赤い折れ線を参照］、次年度も同様でありますから、急激な財務状況の悪化は認められません。
—藤岡雅、「日本ボクシング界にいま、『重大な危機』が迫っている！〜統轄団体・JBCのずさんな運営・資金管理を告発する」

### 日本プロボクシング協会からの説明要求
東日本ボクシング協会は2016年7月11日の定例理事会で、JBCに対して健保金の運用について説明を求める意見書を提出することを決議した。協会はこれまでJBCから満足な回答を得られなかったため、協会とファン、メディアに対して説明責任を果たすことを改めて求めた。Y3はこれに対しては「資料を精査して、あらためて説明する」とした。同月13日には日本プロボクシング協会が理事会を開き、JBCに健保金の残高や訴訟費用の詳細開示などを求める方針を協会全体の統一見解としている。

#### 健保金の必要性
この間、2016年7月12日には後楽園ホールで行われた興行に出場した選手が試合後、右急性硬膜下血腫のため開頭手術を受けた。3か月前の4月12日にも同じく後楽園ホールで行われた興行に出場した選手が試合後、急性硬膜下血腫のため開頭手術を受けたばかりであった。プロボクサーは常に負傷のリスクを伴い、中には死に至るケースもある。こうした事情から民間の保険に加入できなかったり、補償内容が制限されたりすることもある。「デイリースポーツ」記者の津舟哲也は、健保金はこのような本来「あってはならない」事態に際して支出されるべきものであり、「それ以外に使われたとすれば大問題だろう」と苦言を呈している。

### 刑事告発への動き
2016年7月30日、松尾は「再三説明を求めたが、納得のいく回答がなかった。選手から集めたお金を何に使ってもいいわけではない」として、8月10日付でY3らを東京地方検察庁に刑事告発し、JBCに対しては民事で損害賠償を請求する予定であることを発表した。JBCは同日付プレスリリースの「健康管理見舞金に関してのご説明」で、同年5月31日現在の残額を4875万円とし、Y3は「何らやましいところはない」、Y2は健保金について「適切に管理されており、問題がないと考えている」との見解を示した。JBCはさらに協会に要望書を提出し、「健保金の扱いになんら法的問題がないことを［上述の協会側意見書に対する］回答書という形で返答したにもかかわらず、松尾氏が［略］メディアに報道させたのは、名誉毀損の行動」として、協会に「松尾氏にどんな処分を下すのか」と迫るとともに、自らは「松尾氏のライセンス取り消し、及び、名誉毀損に対する刑事、民事訴訟」をほのめかし、「もし松尾氏が、刑事告発した場合、JBC側は虚偽告発罪での刑事告発で反訴する考えである」ことなどを伝えた。さらにJBCは上述の竹原真敬、小出大貴のプロボクサーライセンスの停止も示唆しており、こうしたJBCの不誠実な対応について協会内部では「試合承認料を協会預かりとして、JBCを兵糧攻めに」とする意見も出された。

### 取引の提案
2016年8月3日には東日本・中日本・西日本・西部日本の各地区協会の会長がJBCのY3らと協議。ここでいったんはY3の辞任が決まった（実質的にJBCを差配しているのは理事長のY2である）。しかし、5日のJBCと協会の協議では、JBCから「一部の方々から認識に相違が生じて問題化してきました。協議の結果、健康管理基金に不信感をいただいていた方々にも、当方の説明をご理解していただくことができました。」との合意文書が用意されていたため、弁護士同伴で出席していた金平が「一度、こういう合意をすれば、なかなか元に返せない」との考えの下で異議を唱え、協議は決裂した。Y3は「私が辞めればすべてをまとめるというので了承しただけ」と辞任を撤回し、「一般会計として、まとめられているお金に色はないが、協会側が納得いかないということで、別口座にしただけ。今は、毎年、健康管理見舞金残高相当額計算書を協会に提出することになっていて、それを協会が認めたのだから何の問題もない。」と説明した。

### 双方の思惑
ここまでの経緯について「THE PAGE」記者の本郷陽一は次のように説明している。
一方、Y3は「おれたちがJBCを食わせてやっていると協会側は言うが、コミッションがなければ、日本のプロボクシングは成り立たない。そのことをわかっているのだろうか。ボクシング界は、JBCと協会が共に両輪で支えていかねばならないのだから。」との見解を示している。

### 緊急理事会での全議案否決
2016年8月7日に開催された中日本ボクシング協会の総会では、JBCに対し緊急理事会の招集を要請することが決議された。北日本を除く各地区協会もこれに賛同し、同日、東日本（会長の渡辺均、副会長の金平桂一郎）・中日本（会長の東信男、相談役の松尾敏郎）・西日本（会長の井岡弘樹）・西部日本（会長の本田憲哉、最高顧問の井上通文）の4協会が連名で、JBC理事で共同通信編集委員の津江章二に対し、緊急理事会で健保金の真相解明、調査委員会の設置、1週間以内の調査と結果の公表、JBC理事の12名から16名への増員などについて協議するように要請した。このとき、健保金の真相解明に必要な証憑等として協会側が求めたのは以下の9点である。
1. 平成28年7月末現在の正味財産額
2. 平成28年7月末現在の健康管理見舞金口座の残高と、この口座からのこれまでのすべての支出明細
3. 裁判費用の総額とその内訳（和解金、バックペイ、訴訟費用、弁護士費用、その他経費〔交通費等〕）
4. 裁判費用等の稟議書
5. 平成23年度以降各期の委託費の内訳
6. 内閣府に提出した、公益目的財産額並びに公益目的支出計画書
7. 協会からの本件に関する要請並びにJBCからの回答書
8. 安河内裁判における控訴および上告決定時の理事会・評議員会議事録
9. その他　本件に関するあらゆる証憑

津江は同月8日、緊急理事会の開催をY2に要請し、松尾は協会の動きを尊重して同日付で告発を延期するとともに「JBCの理事会の動向や調査結果如何によっては速やかに告発状を提出する」意向を表明した。
JBCは同月23日に緊急理事会を開催。津江のほか、前協会会長のY11、コミッショナーで東京ドーム代表取締役会長のY1、理事長のY2、統括本部長のY3、元東京ドームホテル代表取締役会長のY7という6理事による協議の結果、健保金の使途についての調査委員会の設置など6議案はすべて多数決により否決された。Y3関連の議題ではY3に議決権が認められなかったため、キャスティング・ボートを握っていたY2により否決となっている。協会側からは会長の渡辺均と事務局長のY12がオブザーバーとして同席したが、議決権はなく発言の機会もないまま終わった。JBCは協会側の要請を拒絶したまま、終了後の会見で「関係資料はすべて開示している。健保金問題については協会と協議もしており、JBCとしては解決済みと考えています。」と話した。金平はこの理事会での採決について、オブザーバーが2人までに制限され、資料の持ち出しは禁じられるなど、「密室状態で採決したのも同然」だったとして、コミッショナーへの失望を次のように語っている。
JBCが試合を統括し、ライセンスの承認権を握っていることから、協会内ではジムや選手の活動停止を恐れる穏健派と強硬派が対立し、協会自体の分裂も危ぶまれていたが、JBCとの歩み寄りの機会を失った穏健派もここに至ってJBCと対峙する決意を固めたとされる。9月7日、JBCと協会の連絡協議会において、協会は改めて健保金に関する共同調査委員会の立ち上げ、安河内の復帰やY3の辞任等の討議、協会側が推薦する理事の増員を求めた。

## 関係年表
| 年     | 月日       | 出来事 |
| ------ | ---------- | --- |
| 1957年 | 7月1日     | JBCが「健康管理基金」制度を導入。 |
| 2008年 | 〜12月31日 | 文部科学省の指導により、収支計算書の負債の部で扱っていた健保金を収入として扱うようになる。 |
| 2013年 | 2月22日    | JBCは財務省関東財務局理財第3課に「健康管理見舞金制度への変更」を提出。選手のファイトマネーからの徴収比率を3パーセントから2パーセントに減らし、治療費の自己負担額の補填を全額から上限10万円未満まで引き下げる。 |
| 2013年 | 3月18日    | JBCは協会に対し、「健康管理事業の改正について」を提出。 |
| 2013年 | 5月25日    | JBCは協会に対し、「試合役員費および健康管理事業の改正について」を提出。 |
| 2013年 | 6月頃      | JBCは協会事務局長のY12から健康管理事業の改正が理事会で承認された旨、口頭で報告を受ける。 |
| 2013年 | 7月1日     | JBCは公益法人制度改革に伴い、理事会決議をもって一般財団法人化の方針をとり、「一般財団法人 日本ボクシングコミッション」と名称を変えて移行法人となる。関東財務局理財第3課に健康管理事業の新制度移行についての書面を提出。JBCの評議員を務めていた日本プロボクシング協会役員・会長・前会長および中日本・西日本・西部日本の各地区協会会長は、協会会長のY11がJBC理事となり、協会前会長が留任したほかは、評議員を外れ、JBCの財産の処分等についての議決権を失う。 |
| 2013年 | 8月15日    | トクホン真闘ジム会長の佐々木隆雄と同ジムマネージャーの舟木肇が連名でJBC理事長のY2に要望書を提出。一方的に通知された一般財団法人化と健康管理基金制度廃止について、健保金残高や今後の使途等の説明を求める。 |
| 2013年 | 8月28日    | 当時のJBC本部事務局長Y6より佐々木へ、特例民法法人から一般財団法人への移行、健康管理基金制度から健康管理見舞金制度への移行についてはいずれも協会の了解を得ている旨の回答書を送付。 |
| 2013年 | 9月17日    | 横浜さくらジム会長の平野敏夫を連絡先として20のジムが連名で、JBCおよび協会に要望書を提出。協会理事以外には説明なく進められた「不当な決議」として制度の無効化を訴える。 |
| 2013年 | 9月21日    | 協会の緊急理事会で、JBCのY6・Y3・Y5が、健保金はJBCの収入であり、職員の人件費にも使われるなどと説明し、議論が紛糾。調査のための第三者委員会を設置する方向性が確認される。 |
| 2013年 | 10月〜     | JBCは協会からの質問や資料提出要請を受け、会計資料等を提示した上で協議を重ねる。 |
| 2013年 | 12月       | 6月末時点で約1億円あった健保金残高が6000万円弱に激減。 |
| 2014年 | 1月6日     | 2013年12月20日の後楽園ホールでの試合後に急性硬膜下血腫で開頭手術を受けて危篤状態だった選手が死亡。 |
| 2014年 | 1月15日〜  | 協会主導で三菱東京UFJ銀行神保町支店に健保金専用口座を設け、JBCがこの時点の残高とする5906万5905円を入金させる。この額はすでに「治療費支出、医師委託料、人件費、会議費、消耗品費等の経費」が差し引かれたもの。 |
| 2015年 | 1月1日     | 選手からの健保金徴収を停止。 |
| 2015年 | ?          | Y2が健保金を治療費のみに使うことを約束。 |
| 2015年 | 8月10日    | JBCと協会の連絡協議会でY2は、JBCが健保金を訴訟費用の支払いに当てていたことを示唆。 |
| 2016年 | 4月12日    | 後楽園ホールの興行に出場した選手が試合後、急性硬膜下血腫のため開頭手術を受ける。 |
| 2016年 | 7月8日     | 健保金調査委員会委員長で緑ジム会長の松尾敏郎が「ボクサーの権利を守る会」を結成し、Y1とJBCを宛先とした署名運動を開始。 |
| 2016年 | 7月11日    | 東日本ボクシング協会が健保金の運用について説明を求める意見書をJBCに提出。 |
| 2016年 | 7月12日    | 後楽園ホールの興行に出場した選手が試合後、急性硬膜下血腫のため開頭手術を受ける。 |
| 2016年 | 7月13日    | 日本プロボクシング協会が、11日付で提出された東日本ボクシング協会の意見書と同様の意見書を提出する意思を表明。 |
| 2016年 | 7月30日    | 松尾は8月10日付でY3らを東京地方検察庁に刑事告発し、JBCに対しては民事で損害賠償を請求することを予告。JBCは協会に対し、松尾の処分を迫るとともに、自らライセンス取り消し、名誉毀損に対する刑事・民事訴訟をほのめかし、刑事告発した場合は虚偽告発罪で反訴する意向を伝える。 |
| 2016年 | 8月3日     | 東日本・中日本・西日本・西部日本の各地区協会の会長がJBCのY2らと協議。Y3の辞任が決まる。 |
| 2016年 | 8月5日     | JBCと協会の協議で、JBCから健保金についての追及を停止するよう合意を迫られたため、協会側が異議を唱え、協議は決裂。Y3は辞任を撤回。 |
| 2016年 | 8月7日     | 東日本・中日本・西日本・西部日本の4協会が連名で、JBC理事の津江章二に緊急理事会の開催を要請。健保金の真相解明などについて協議を求める。津江は翌日、緊急理事会の開催をB3に要請。 |
| 2016年 | 8月23日    | JBCの緊急理事会で津江・Y11・Y1・Y2・Y3・Y7の6理事による協議の結果、6議案をすべて多数決で否決。 |
| 2016年 | 9月7日     | JBCと協会の連絡協議会において、協会は改めて健保金に関する共同調査委員会の立ち上げ、安河内の復帰やY3の辞任等の討議、協会側が推薦する理事の増員を求める。 |

### 参考資料
- 藤岡雅 (2015年12月24日). “日本ボクシング界にいま、「重大な危機」が迫っている！〜統轄団体・JBCのずさんな運営・資金管理を告発する”.  現代ビジネス. pp. 1–10. 2016年3月21日閲覧。
- 藤岡雅 (2016年7月5日). “日本ボクシング界の内紛をスッパ抜く！〜名門ジムの会長らが、現体制への怒りを表明”.   現代ビジネス. pp. 1–5. 2016年7月5日閲覧。
- 藤岡雅 (2016年8月9日). “「日本のボクシングはいま、消滅の危機にある」〜内紛に揺れるボクシング界・渦中の金平会長独占インタビュー！”.   現代ビジネス. pp. 1–5. 2016年8月10日閲覧。
- 本郷陽一 (2016年8月6日). “ボクシング内紛問題が泥沼化。JBC責任者の辞任示唆でも解決せず”.   THE PAGE. pp. 1–3. 2016年8月8日閲覧。